# هالیچ
شهر هالیچ (به روسی: Галич) در استان ایوانو فرانکیسوک در کشور اوکراین واقع شده‌است. جمعیت این شهر ۶٬۴۹۵ نفر است.

## نگارخانه

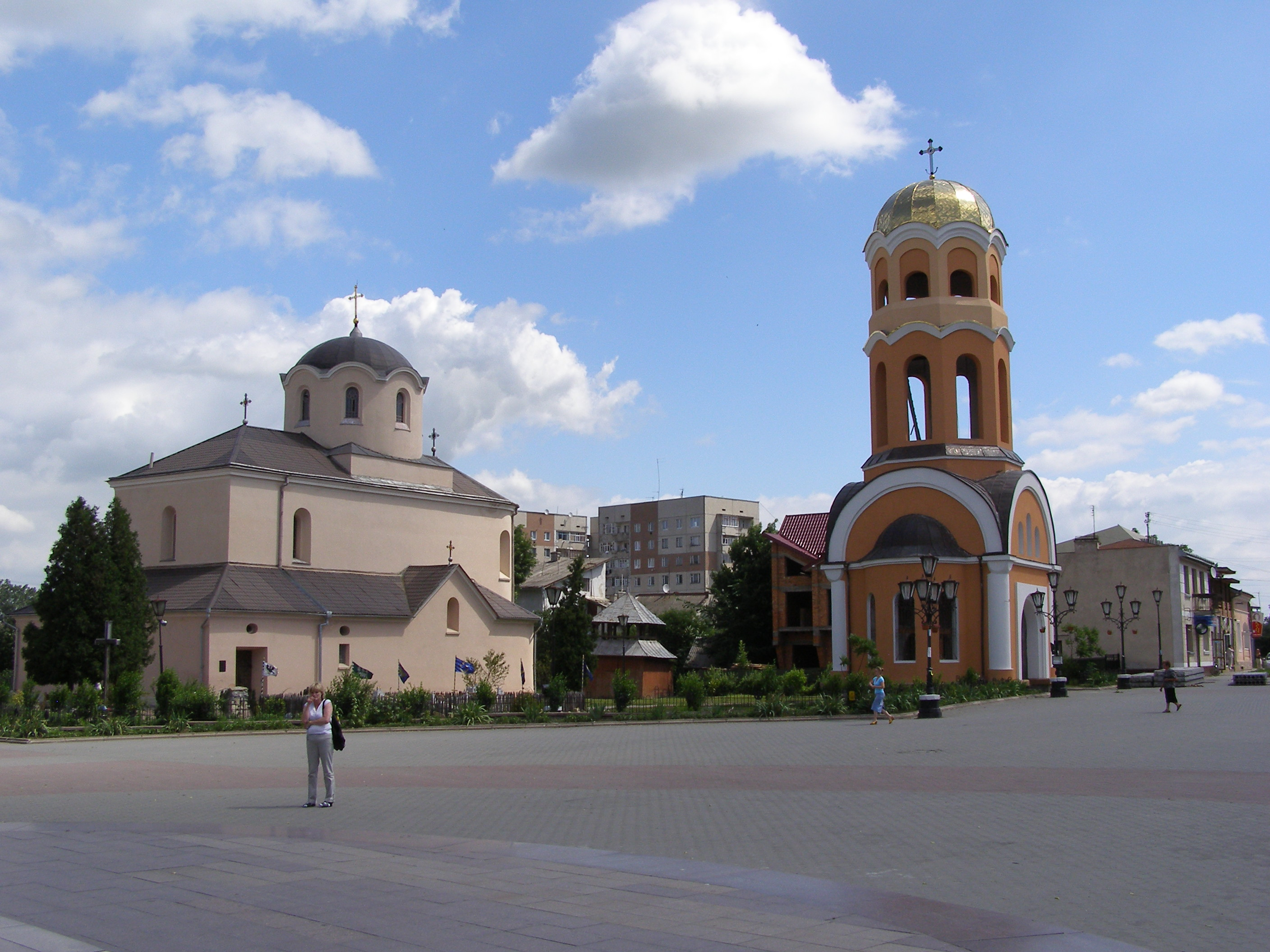
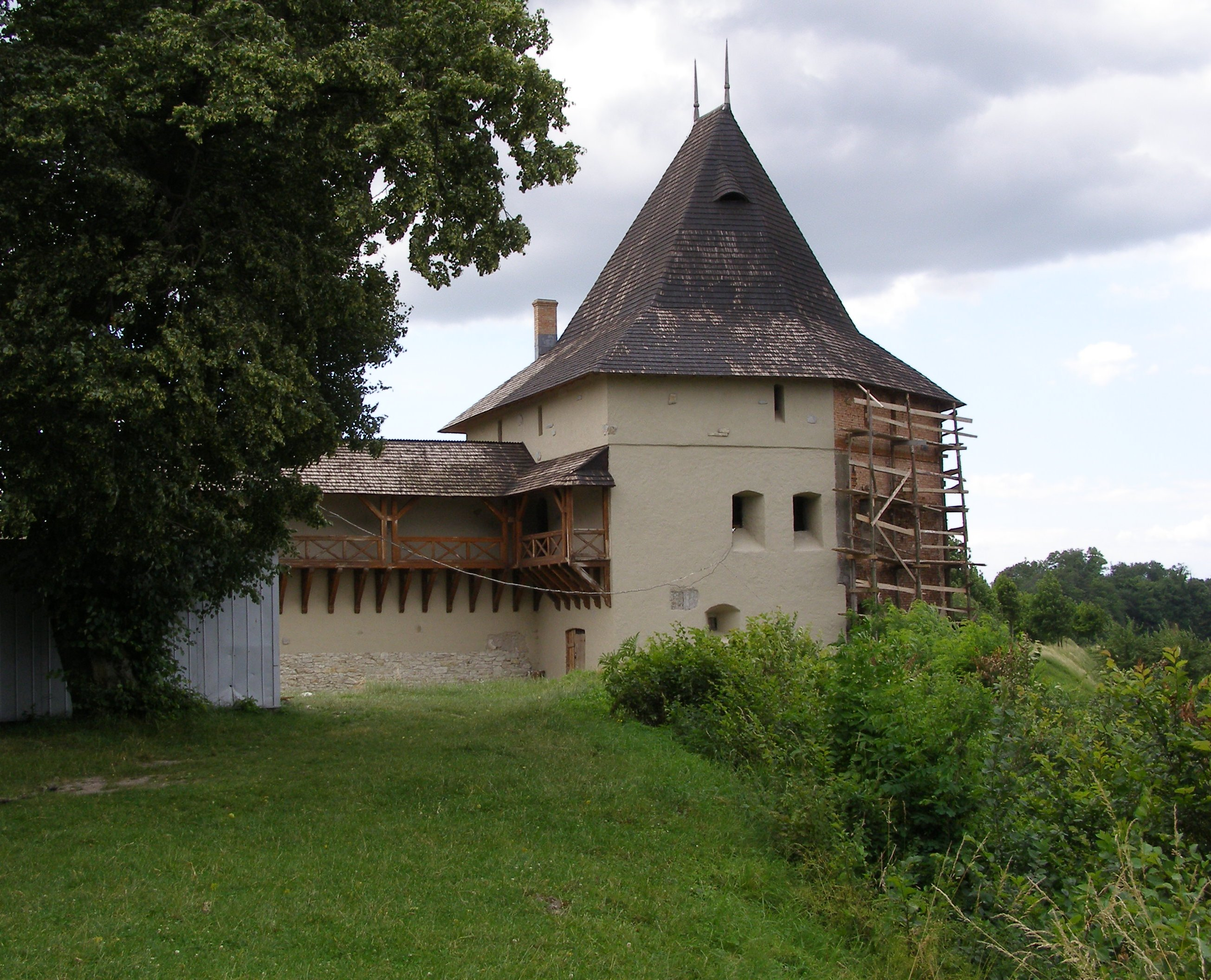
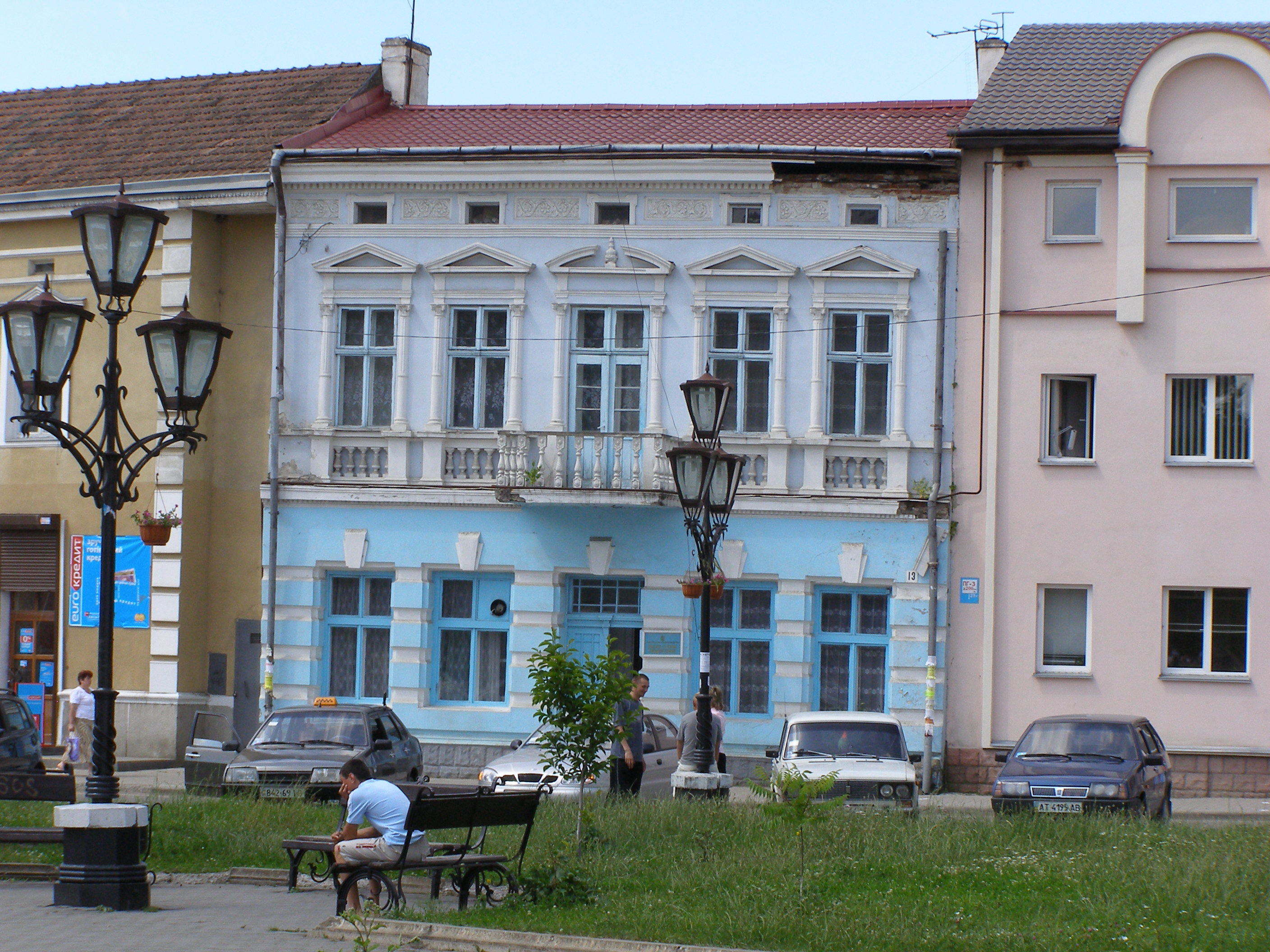
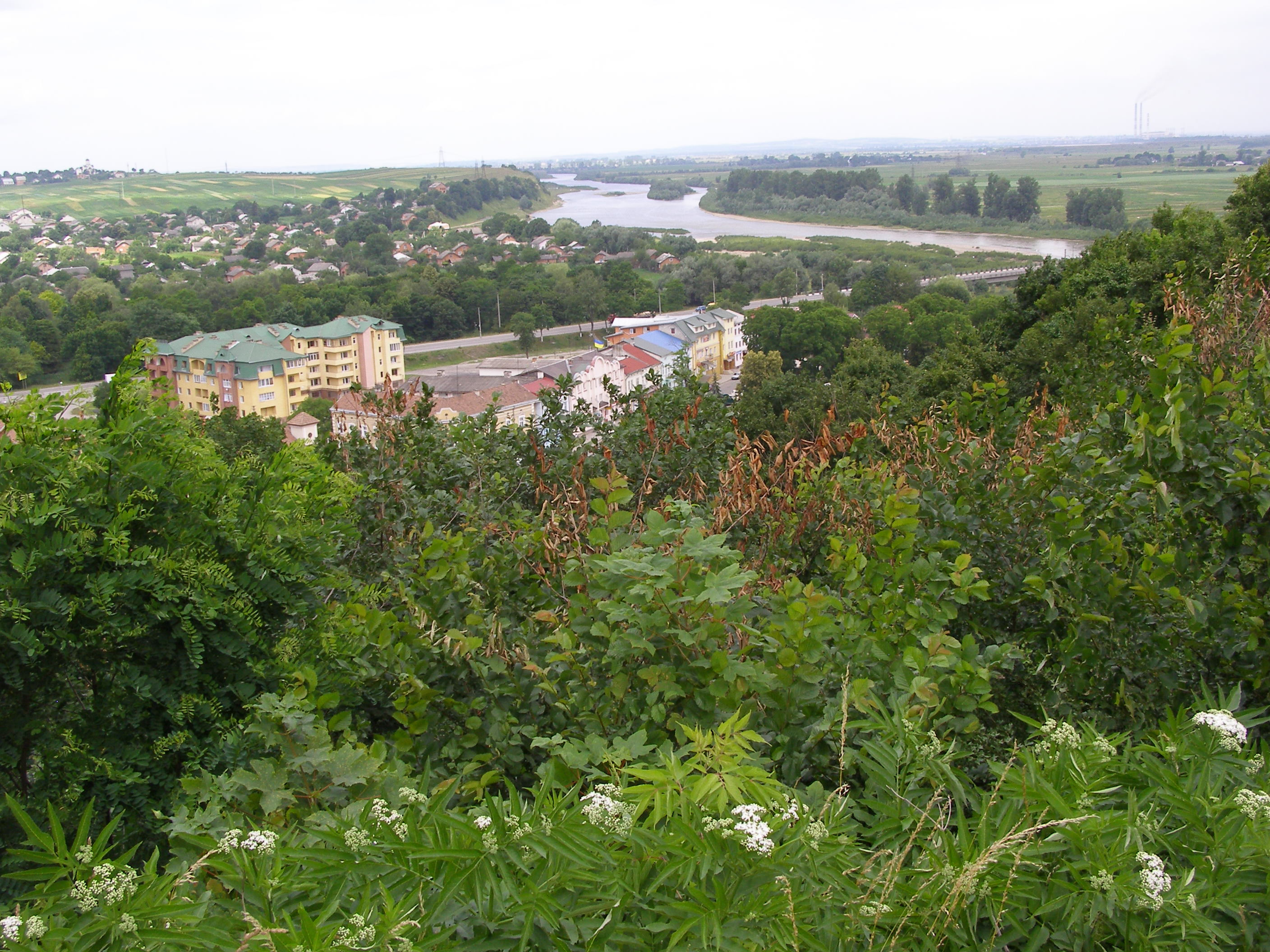
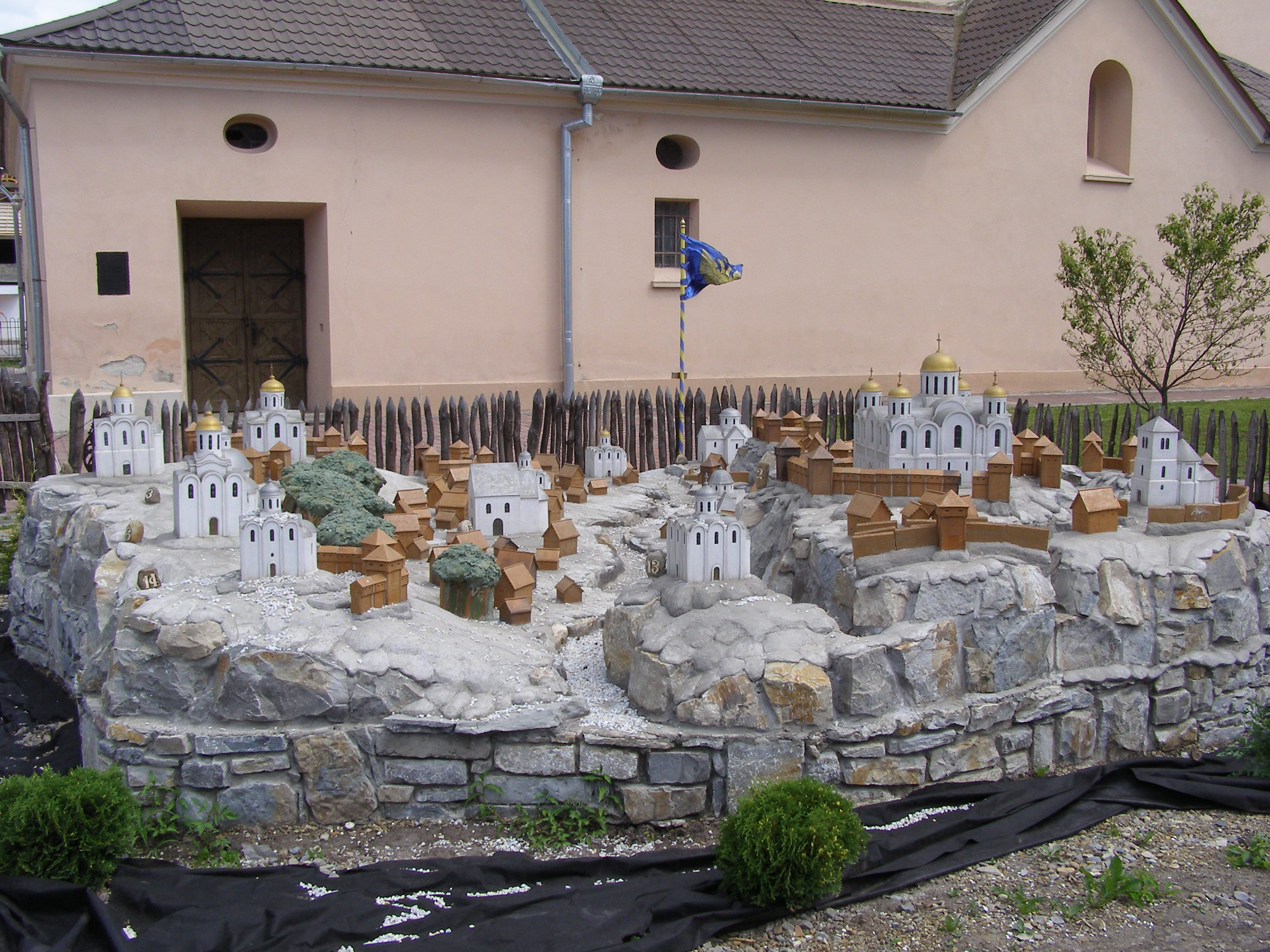
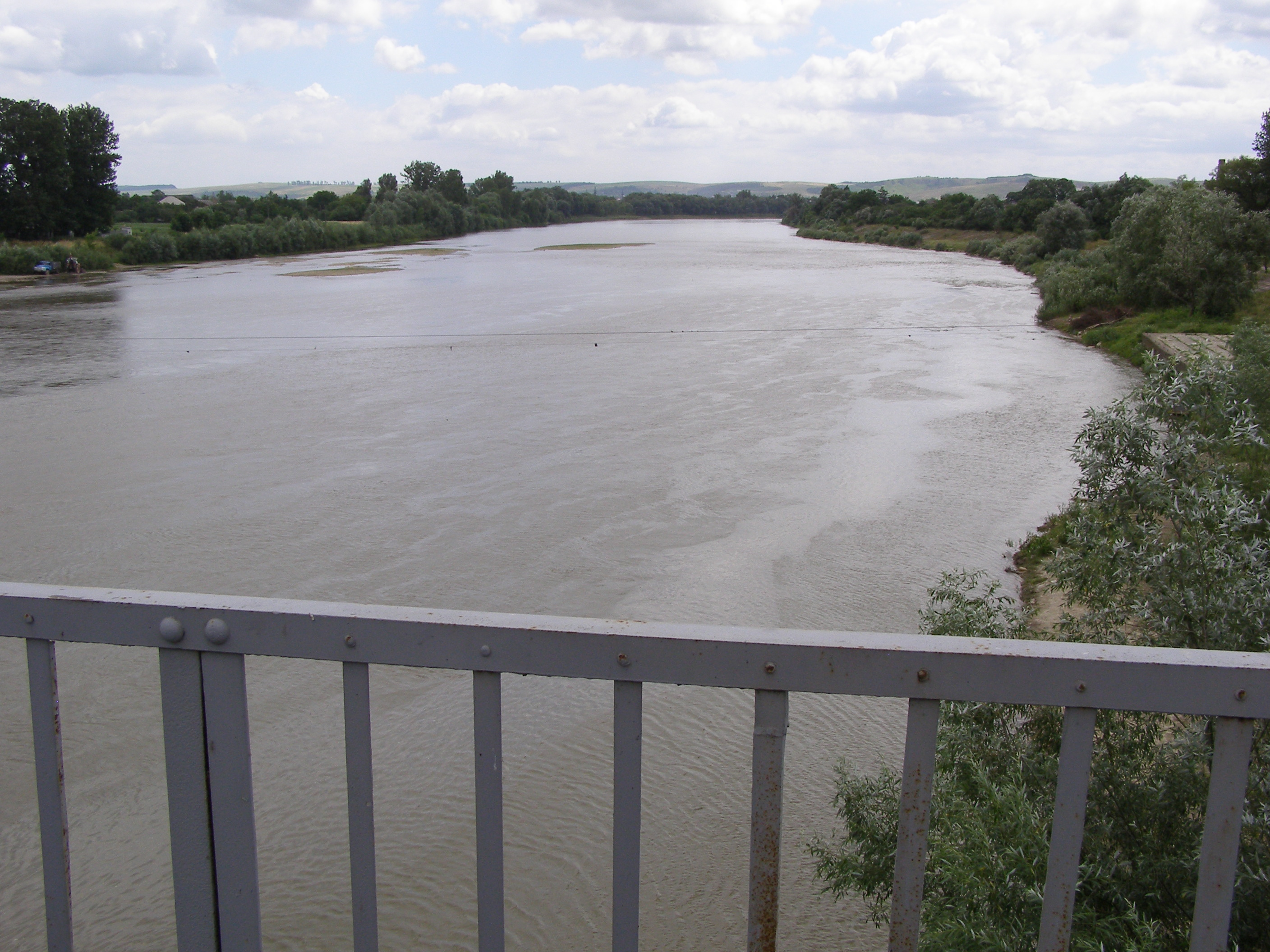
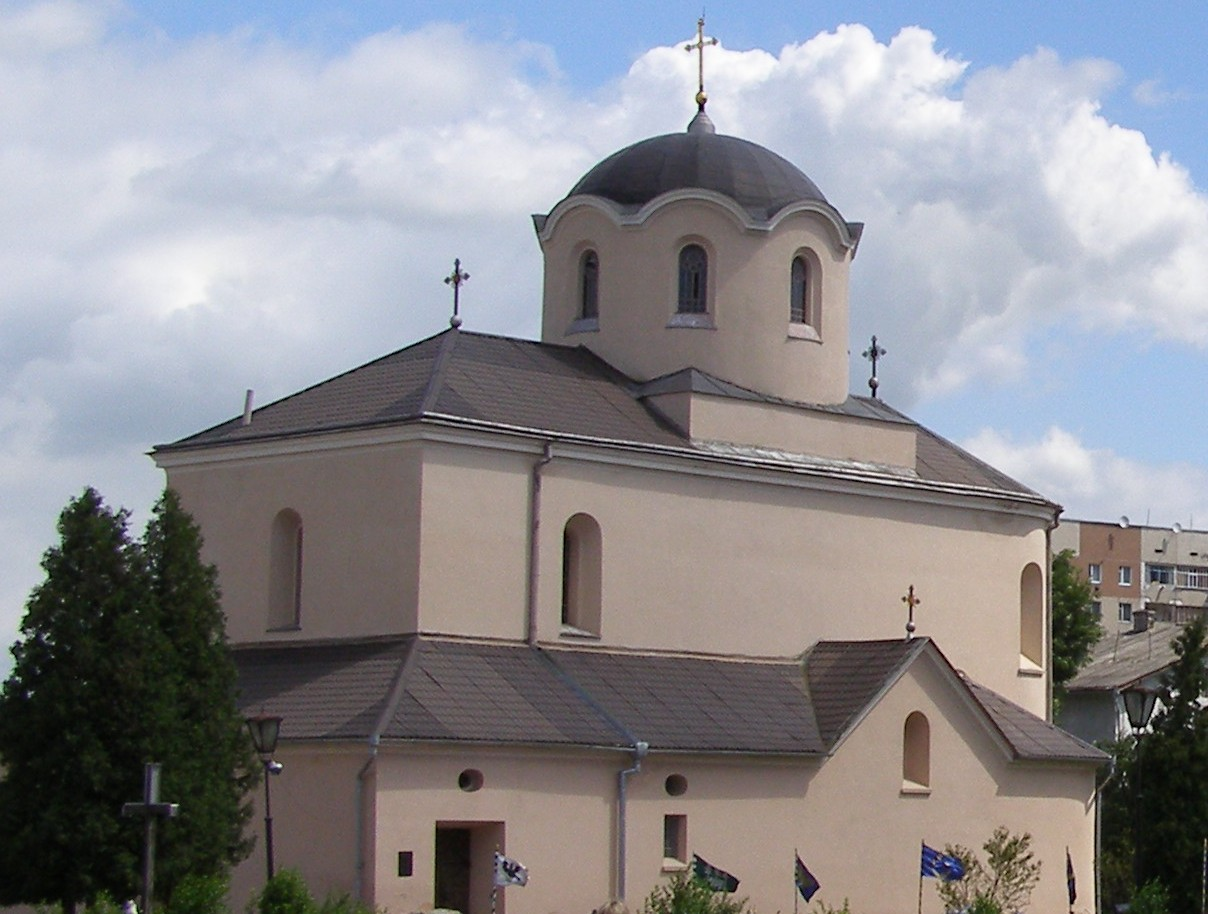
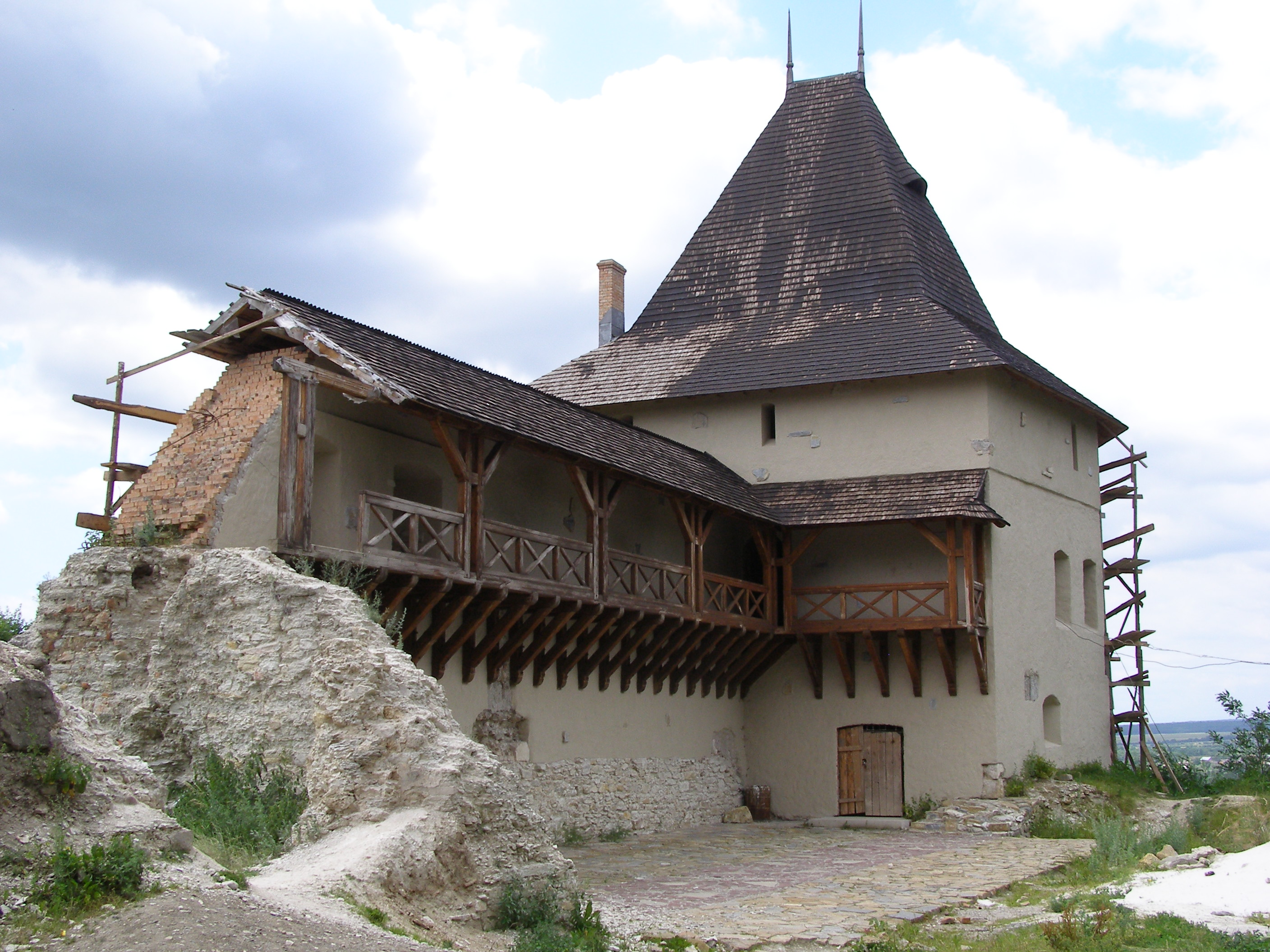
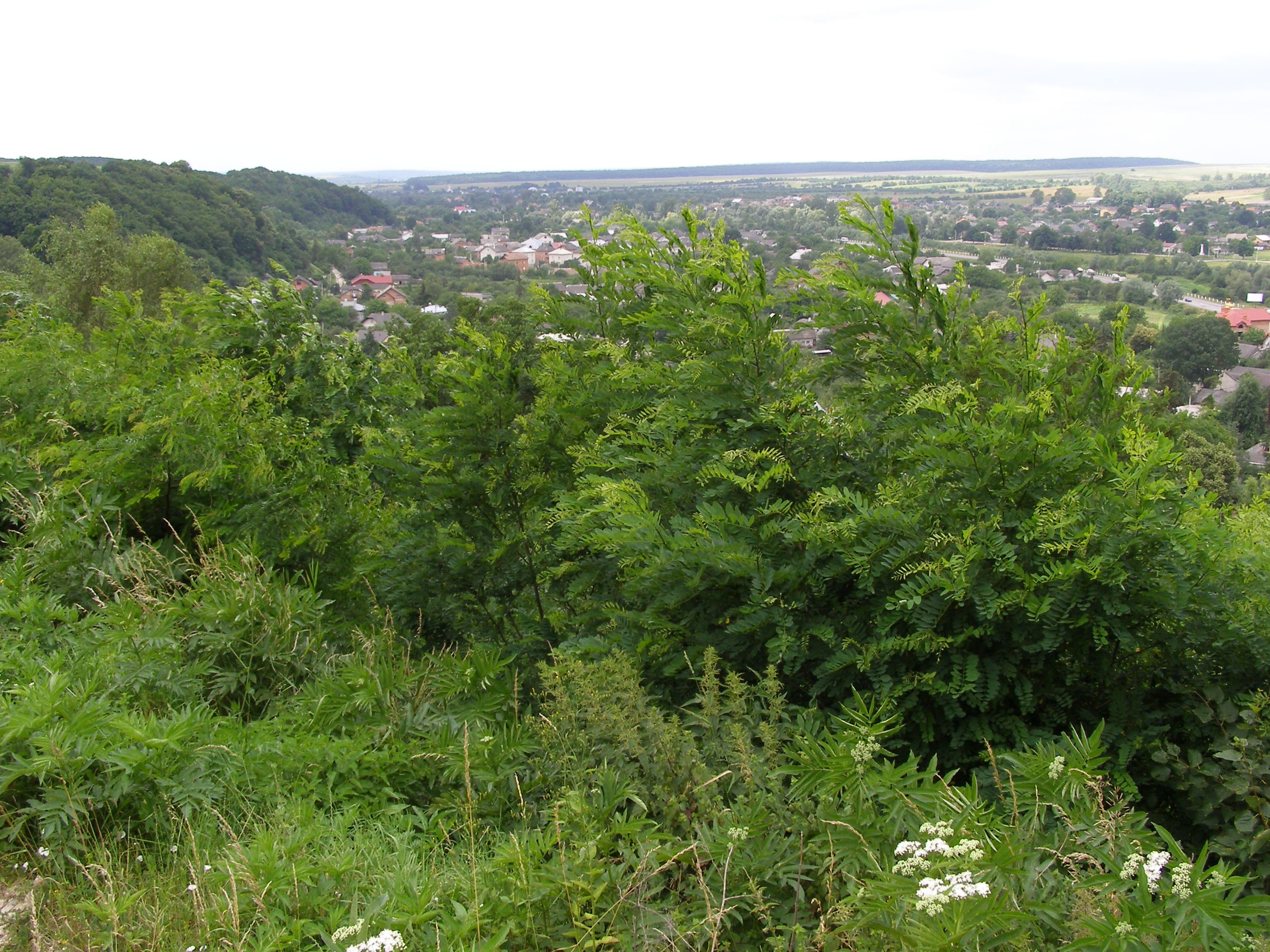
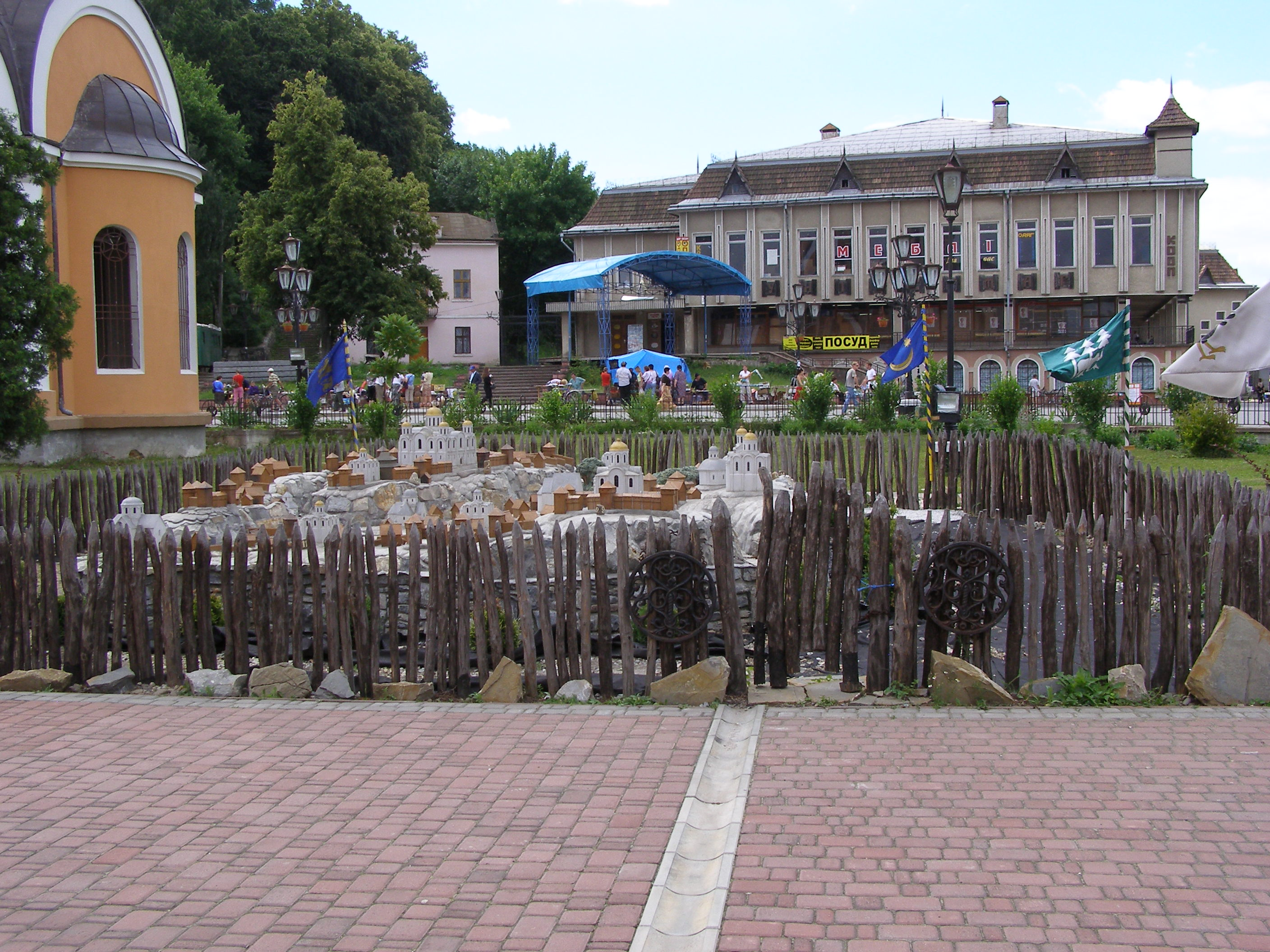
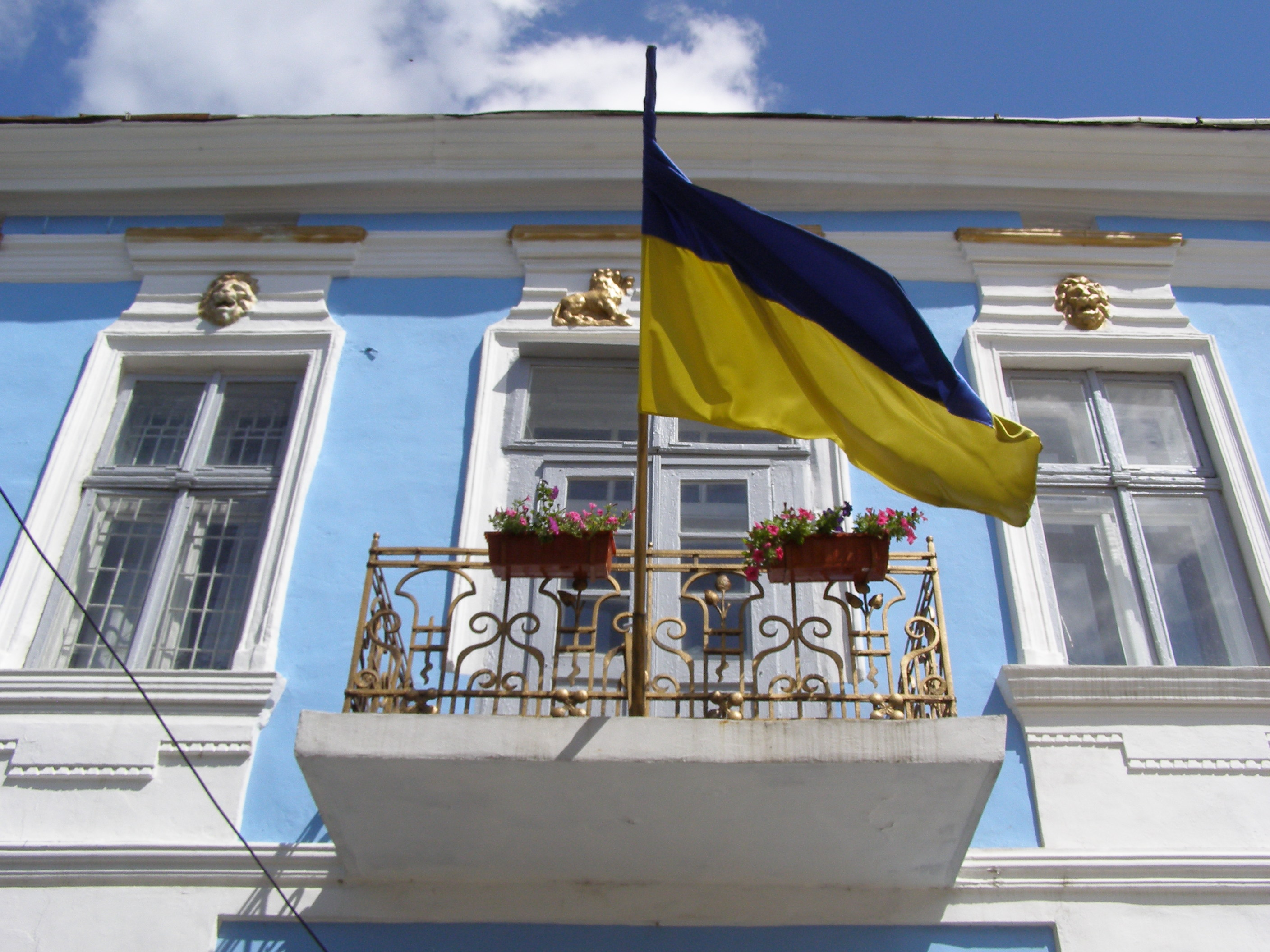